# Dildo

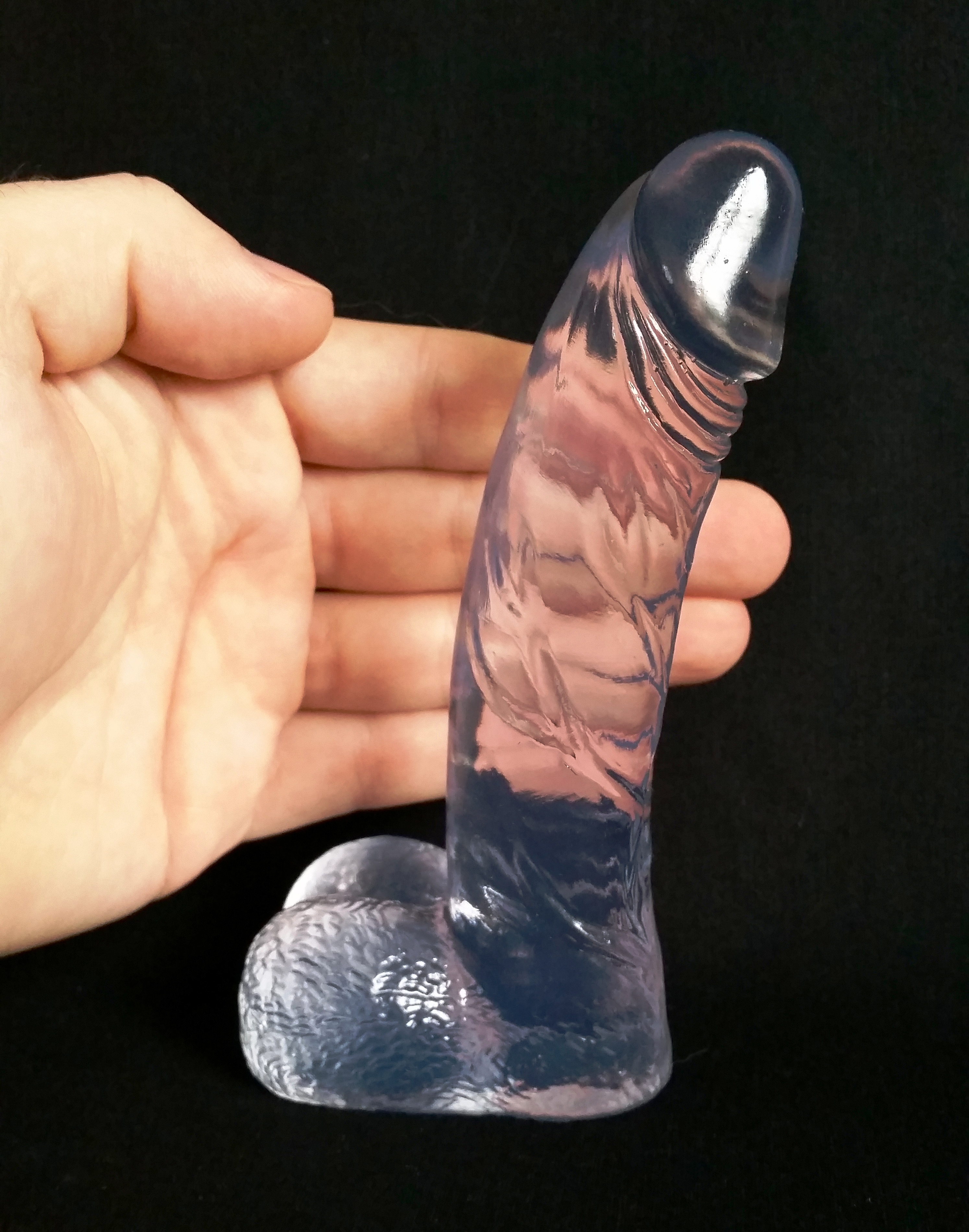
Penisnachbildung

Ein Dildo (wahrscheinlich über italienisch diletto ‚Entzücken‘ von lateinisch dilectio, Verbalsubstantiv aus diligere ‚hochachten, lieben‘), auch Godemiché (IPA: [go:tmiʃe:], anhörenⓘ; franz. ‚Nachbildung des erigierten Penis‘), ist ein Sexspielzeug, das in klassischer Form und Größe meist einem erigierten Penis gleicht. Allerdings ging man in den letzten Jahren dazu über, auch andere Materialien, Formen und Farben anzubieten. So werden Dildos für die weibliche Kundschaft oftmals in bunten Farben und fantasievollen Formen angeboten, während männliche Kunden oft naturgetreue Phallusformen bevorzugen. Der Dildo wird zur vaginalen bzw. analen Penetration, zur Stimulation der Klitoris und des sog. G-Punkts bei Frauen bzw. der Prostata bei Männern während der Selbstbefriedigung eingeführt, oder zur gegenseitigen Stimulation während des Sexspiels verwendet.
Bei einigen Produkten fallen mit dem Dildo auch Eigenschaften eines Vibrators oder Butt-Plugs zusammen.

## Geschichte

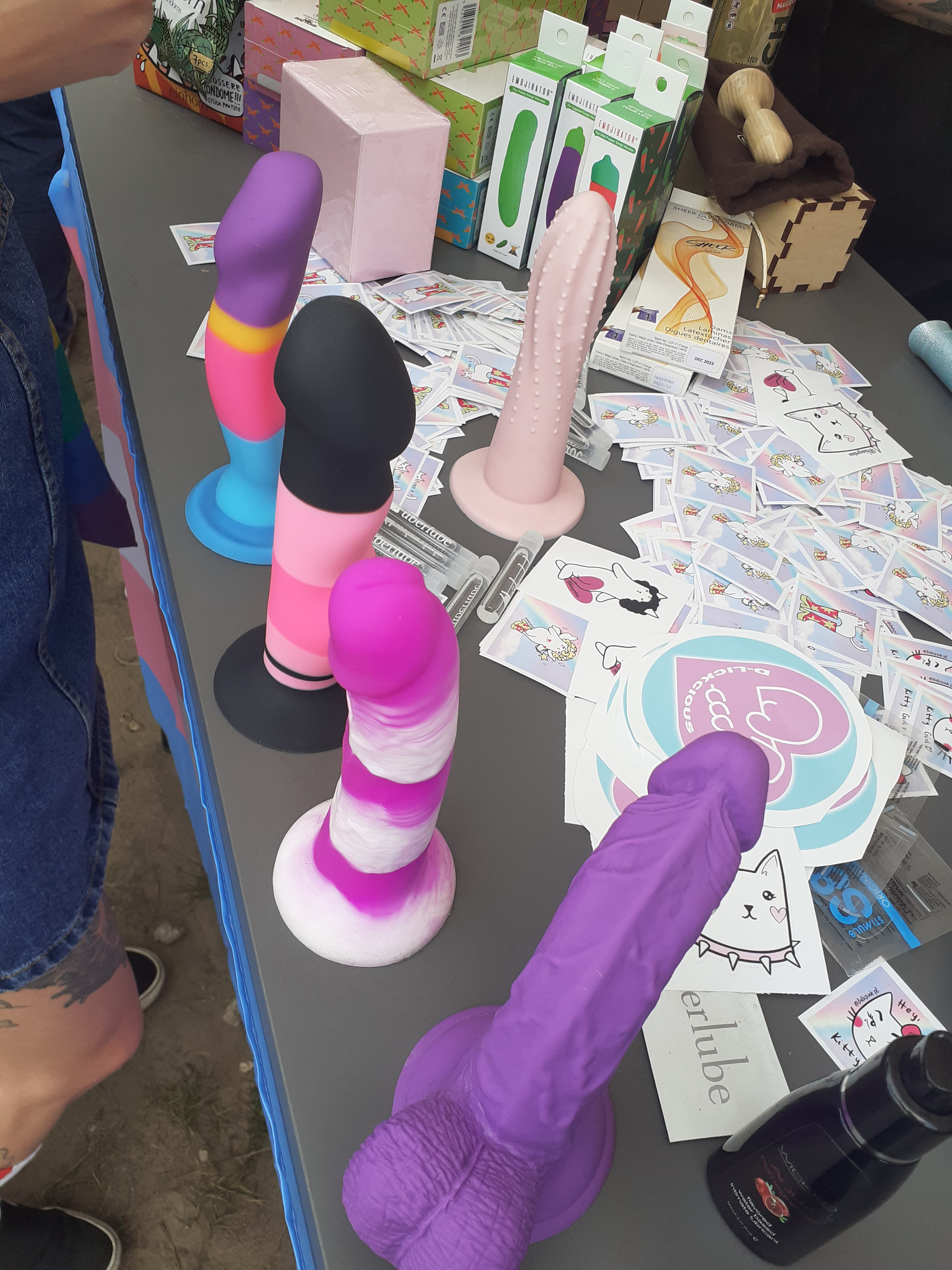
Dildos in verschiedenen Farben.

Dildos sind bereits aus der Antike des 6. Jahrhunderts v. Chr. bekannt, damals olisbos (Plural: olisboi; von altgriechisch ὄλισβος ólisbos, deutsch ‚ein von Leder nachgemachtes männliches Glied‘) genannt. Den Darstellungen und Beschreibungen nach dienten sie eher der voyeuristischen Stimulation des Partners als der Selbstbefriedigung. Die Formenvielfalt war schon damals recht ausgeprägt, beispielsweise zeigt ein Vasenbild einen doppelendigen Dildo.
Doch seine Wurzeln liegen viel weiter zurück. Im Jahr 2005 wurde ein 28.000 Jahre alter steinerner Phallus in der Höhle Hohler Fels ausgegraben, doch es ist unklar, ob der Gegenstand Verwendung als Dildo oder Schlagwerkzeug fand. Bereits vor über dreitausend Jahren wussten die Ägypter von der Wirkung des Dildos zur Steigerung des sexuellen Lustempfindens. Sie benutzten Ton als Werkstoff. Aus Porzellan gefertigte Dildos gab es bereits im alten China. Es folgten Dildos aus Leder, Holz, Wachs und Glas. Heute werden diese Sexspielzeuge vorwiegend aus Silikon, PVC, Glas, Acrylglas, Aluminium und Edelstahl gefertigt.
Im Jahre 1720 führte die Entdeckung ihres ledernen Dildos zur Strafverfolgung der sich als Mann ausgebenden Catharina Margaretha Linck, die 1721 hingerichtet wurde.
Die erste bekannte literarische Erwähnung des Begriffes „Dildo“ findet sich in dem Gedicht „Signor Dildo“ von 1672, veröffentlicht 1702 in dem Band Poems on Affairs of State. Das Gedicht wird allgemein John Wilmot, Earl of Rochester zugeschrieben.
Unter der Bezeichnung „Dildo“ wurde er im 18. Jahrhundert als medizinisches Hilfsmittel zur Erweiterung der Vagina vor der Entbindung benutzt. Im gleichen Jahrhundert wurde aber auch der Godemiché erfunden, der sogar so konstruiert war, dass er die männliche Ejakulation nachstellte.
Laut einer Spiegel-Umfrage von 1998 wissen 66 Prozent der jugendlichen Deutschen zwischen zwölf und 19 Jahren, wozu ein Dildo dient. Bei den unter 15-Jährigen wissen 37 Prozent der Mädchen und 52 Prozent der Jungen, was ein Dildo ist.
Theoretisch wurde der Dildo unter anderem von Beatriz Preciado in Kontext der Queer Theory thematisiert.

## Vertrieb

Dildo-Direkt-Heimvertrieb-Service – Koffer aus Aluminium

Neben den üblichen Verkäufen über Sexshops hat sich eine Form des Direktvertriebs etabliert, bei der sogenannte Dildofeen bei Tupperparties-ähnlichen Abenden in Privaträumen Dildos und andere Erotikartikel besprechen und handeln.

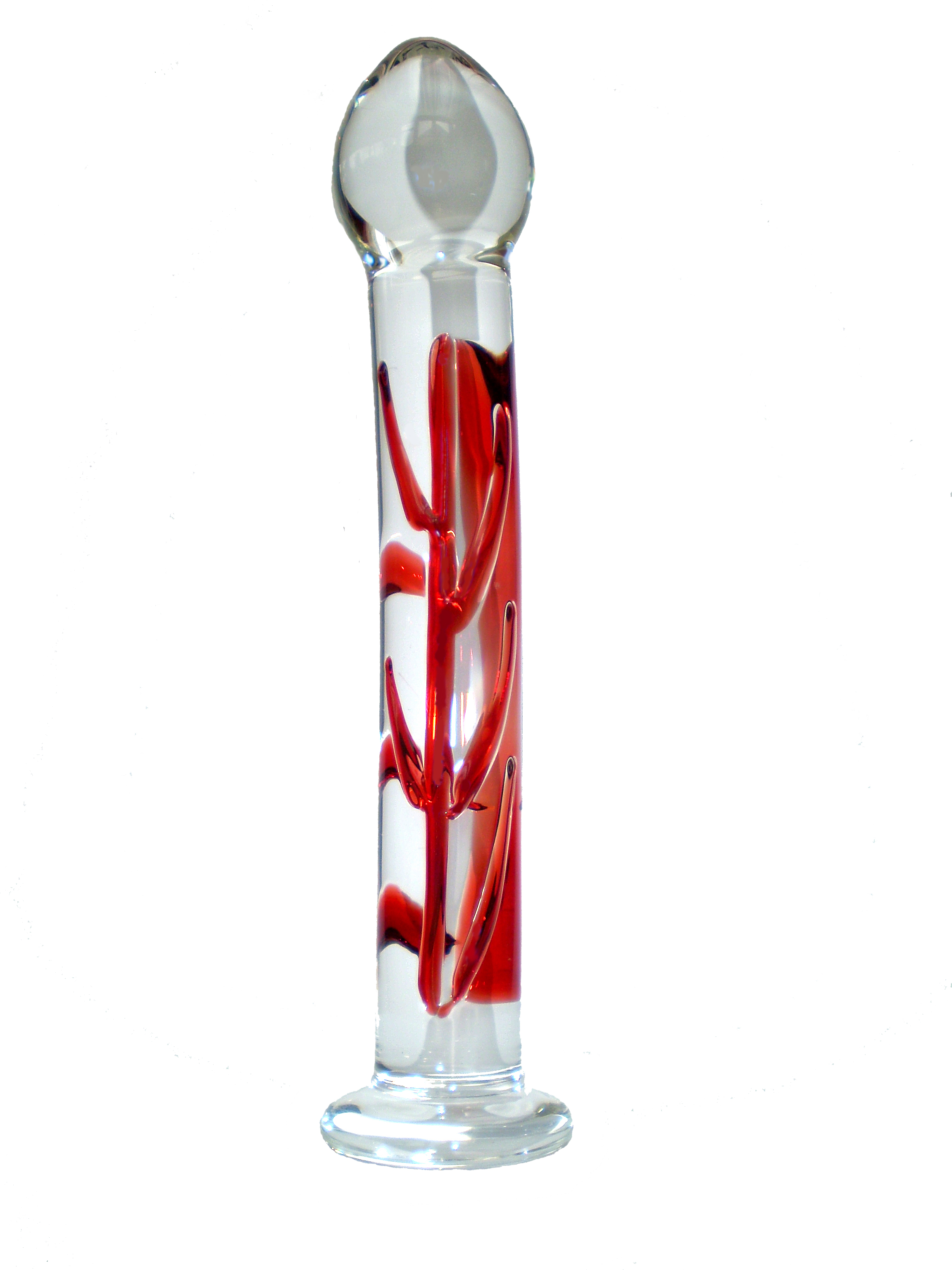
Gläserner Dildo
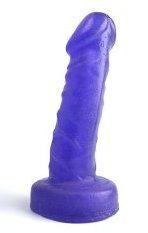
Dildo aus Kunststoff
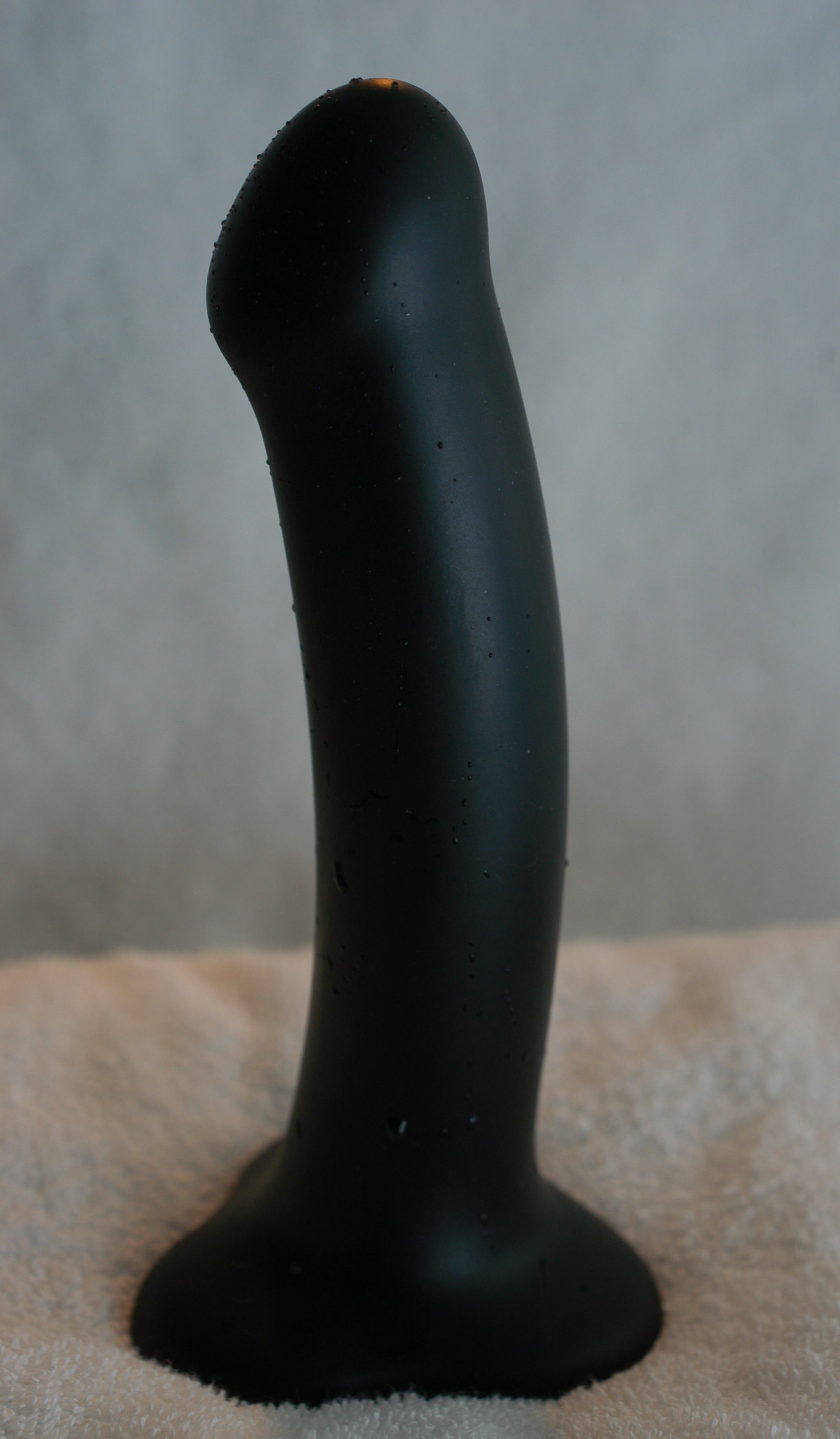
Dildo aus Silikon
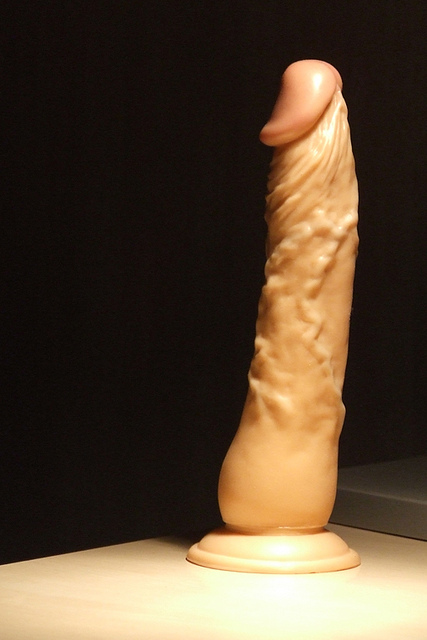
Penisnachbildung

## Problematische Materialien
Das Kölner ECO-Umweltinstitut untersuchte im Auftrag der Zeitschrift Stern verschiedene Dildos aus Kunststoff. Danach enthielten die Dildos erhebliche Konzentrationen des Weichmachers Phthalat und Lösungsmittel wie Toluol. Schleimhäute nehmen diese flüchtigen Substanzen besonders gut auf, so dass gesundheitliche Schäden drohen. Zu einem ähnlichen Ergebnis kam die Zeitschrift Öko-Test 2013. Elf von 22 getesteten Vibratoren, von der Konstruktion Dildos mit Vibrationsmotor, wurden wegen phenolischer und zinnorganischer Verbindungen (z. B. Bisphenol A und Tributylzinn) negativ bewertet.
Folgende Materialien gelten bei Befolgung der Hygieneempfehlungen als unbedenklich: Acrylglas, Aluminium, Edelstahl, Glas, Ahornholz, Naturlatex (sofern keine Latexallergie besteht) und echtes Silikon. Bei anderen Materialien ist entweder die Verträglichkeit noch nicht geprüft, oder sie sind auf lange Sicht und bei häufiger Anwendung als bedenklich einzustufen. Daher wird, auch aus hygienischen Gründen, die regelmäßige Reinigung des Dildos vor und nach der Benutzung und die Verwendung zusammen mit einem Kondom empfohlen.

## Strap-on

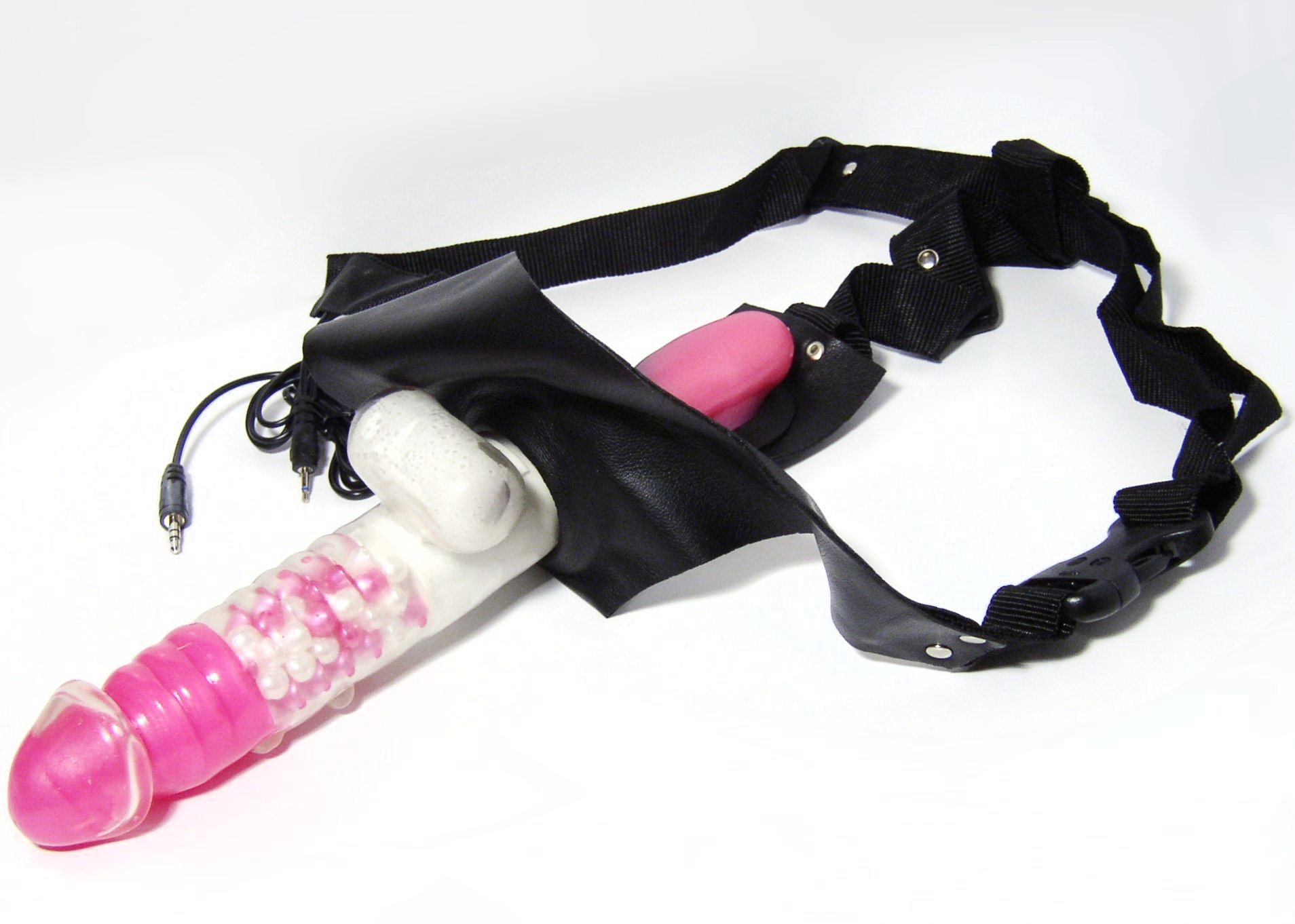
Ein Strap-on mit Multifunktionsdildo und innerem Vibratorei. Zwei Anschlusskabel sind sichtbar.

Ein Strap-on ist ein Dildo zum Umschnallen (Umschnalldildo). Meist wird er von Frauen benutzt, um damit andere Frauen vaginal oder anal oder auch Männer anal zu penetrieren, wie das beispielsweise beim Pegging der Fall ist. Er sieht aus wie ein fester Slip aus Leder, Latex oder Ähnlichem, der meist mit einem Gürtel oder Riemen um die Taille befestigt werden kann. Solche Riemen zur Befestigung eines Dildos werden auch als Harness bezeichnet. Auf dem Band, das durch den Schritt führt, ist an der Vorderseite ein Dildo oder Vibrator befestigt.
Weitere Varianten von Strap-ons haben zusätzlich an der Innenseite Dildos, Vibratoren oder Ähnliches, die zur Stimulation der Trägerin dienen. Diese innen angebrachten Dildos können je nach Ausführung sowohl vaginal als auch anal eingeführt werden. Einige Strap-ons sind so konzipiert, dass der Schritt frei bleibt beziehungsweise eine Öffnung vorhanden ist. Diese dient wiederum zur sexuellen Reizung durch den Partner oder mit Sexspielzeugen.